# べにふうき
べにふうき（紅富貴）は、べにほまれ(アッサム系実生選抜)と枕Cd86(ダージリン在来)を交配した茶品種である。紅茶、半発酵茶の用途として開発された。
アレルギーを抑制する可能性があるメチル化カテキンを豊富に含み、緑茶として飲用することによって同カテキンを多く摂取できるとされ、商品化されている。
メチル化カテキンは、エピガロカテキン-3-O-（3-O-メチル)ガレートと厳密には呼ぶ。作用としては、マスト細胞からヒスタミンが放出されるのを抑制し、マスト細胞上の高親和性IgEレセプタの数を減らすことによって、アレルギー症状の発現を軽減する可能性がある。
緑茶としてのべにふうきには、好酸球の遊走、炎症性タンパク質やサイトカイン産生を抑制する作用も示されており、メチル化カテキン以外の活性成分の含有が示唆されている。

## 特性
タンニンが多く、発酵性がよい。香気はダージリンフレーバーを有し、水色は透明感のある紅色で極めて良好である。登録番号は茶農林44号。登録年は1993年。耐寒性は、赤枯れ、青枯れには中程度、裂傷型凍害にはやや弱い。耐病性は、炭疽病及び輪斑病に強い。